# Reichenkirchen

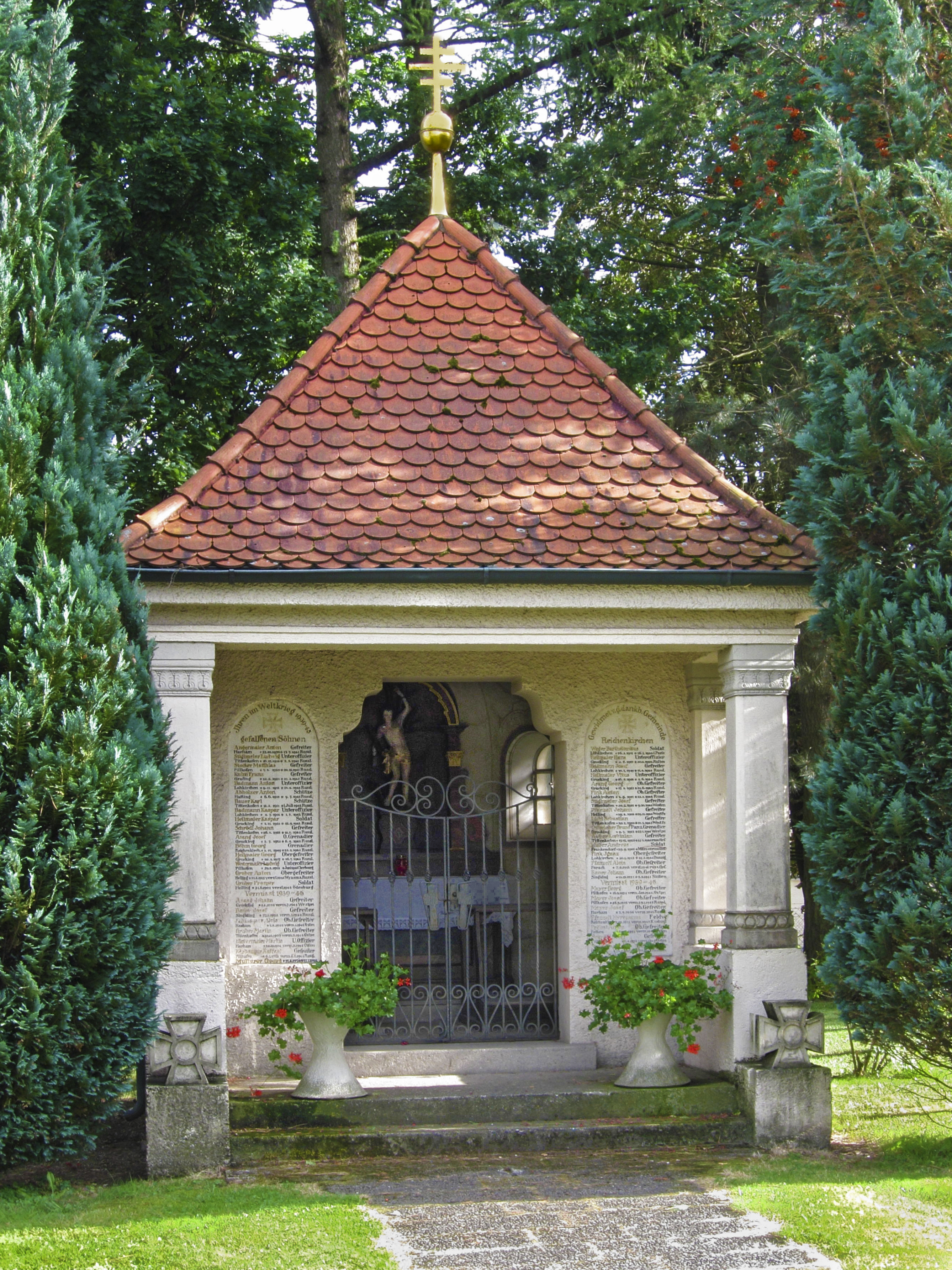
Kriegergedächtniskapelle von 1923

Reichenkirchen ist ein Ort mit 661 Einwohnern (Stand: 31. Dezember 2023) in der Gemeinde Fraunberg im oberbayerischen Landkreis Erding.

## Lage
Das Pfarrdorf Reichenkirchen liegt etwa 8 Kilometer in nordöstlicher Richtung von Erding entfernt. Durch den Ort führt die Staatsstraße St 2082, welche Erding (8,5 km) über Langengeisling (5 km) und Tittenkofen (2 km) mit Fraunberg (2 km) und Riding (3,5 km) verbindet.

## Geschichte
Bedingt durch das fruchtbare Ackerland im Bereich der Strogen war das Land schon früh besiedelt. Reichenkirchens Ersterwähnung datiert aus dem Jahr 975 und so feierte man 1975 das 1000-jährige Bestehen.
Die politische Gemeinde Reichenkirchen entstand durch das bayerische Gemeindeedikt 1818. Am 1. Juli 1974 erfolgte der freiwillige Zusammenschluss der vorher selbstständigen Gemeinden Fraunberg, Reichenkirchen und Thalheim. Ein Schulhaus Reichenkirchen der Volksschule Fraunberg (jetzt Grundschule) besteht weiterhin.
Zu der ausgedehnten Pfarrei St. Michael in Reichenkirchen gehören die Filialen St. Sebastian in Grafing, St. Veit in Grucking und St. Martin in Lohkirchen. Sie ist heute Teil des Pfarrverbandes Reichenkirchen/Maria Thalheim.

## Sehenswürdigkeiten
Die katholische Pfarrkirche St. Michael ist eine Saalkirche mit eingeschobenem Haubenturm im barocken Stil. Der ursprünglich spätgotische Kern wurde von 1666 bis 1690 barockisiert, Sakristei und Turm wurden 1719 bis 1722 von Anton Kogler errichtet. Die Vergrößerung des Langhauses erfolgte in den Jahren 1753 bis 1759 durch Johann Baptist Lethner, Querhaus und Chor wurden um 1920 erneuert.

## Infrastruktur
In Reichenkirchen liegt eine der zwei Volksschulen der Gemeinde. Außerdem besitzt Reichenkirchen eine Freiwillige Feuerwehr und die katholische Pfarrkirche St. Michael. Der „Schützenverein Frohsinn Reichenkirchen“ besteht seit 1930 und entstand aus dem ehemaligen Burschenverein.
Des Weiteren gibt es in Reichenkirchen eine katholische Landjugend Bewegung (KLJB Reichenkirchen). Diese bietet in regelmäßigen Abständen Gruppenstunden im Pfarrheim Reichenkirchen an und stellt alle 4 Jahre den Maibaum im Ort auf (zuletzt 2023). 2007 feierte die Gruppe im Rahmen eines großen Festes um das Maibaumaufstellen ihr 60. Gründungsjubiläum und 2012 wurde das 65-jährige Bestehen gefeiert.
Der lokale Sportverein, die SG Reichenkirchen, mit ihrem Vereinsgelände an der Lohkirchner Straße umfasst ein erst kürzlich neu errichtetes Fußball Vereinsheim mit zwei Großfeldplätzen, einer Laufbahn und einer Weitsprunganlage. Die Tennisabteilung besitzt ebenfalls ein eigenes Vereinsheim mit drei angrenzenden Tennisplätzen. Außerdem besitzt die Stockschützenabteilung drei neue gepflasterte Bahnen.